# Яруб

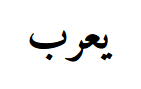
Написання імені

Яруб (араб. يعرب) — давньоарабське особисте ім'я, ім'я легендарного родоначальника північних арабів. Він є онуком Евера, сина Кахтана та предка хим'ярських і сабейських царів Ємену.
Подібна історія називає Яруба онуком Кахтана (Яруб бін Яшджуб бін Кахтан) і стверджує, що він є прабатьком аль-Араб аль-Аріба («арабські араби» або «чисті араби»), які є загалом ототожнюється з rахтанітами та двома його основними племенами, Хим'яр і Кахлан. Деякі легенди розповідають, що Яруб був першим, хто заговорив арабською, і ця мова була названа на його честь. Шамс-і Каїс Разі, який писав у XII-XIII ст. н. е., простежив походження арабської поезії до Яруба, і приписує йому винайдення куфічного письма.

## Правитель
Яруба вважали одним із найвидатніших арабських царів; він першим заволодів усіма землями Ємену (південно-західна Аравія). Він вигнав або знищив адитів і консолідував державу Ємену, дав своїм братам Оман і Хадрамаут. Його онуком був цар Саба або Шеба, засновник однойменного царства, у Корані Шеба згадується в сурі ан-Намль, в аятах, де йдеться про візит цариці Савської до Соломона (Сулєймана), а конкретно 20-44.